# Flecha Valona 1969
La Flecha Valona 1969 se disputó el 20 de abril de 1969, y supuso la edición número 33 de la carrera. El ganador fue el belga Joseph Huysmans. Los también belgas Eric De Vlaeminck y Eric Leman fueron segundo y tercero respectivamente.  

## Clasificación final
| Pos. | Ciclista            | Equipo                    | Tiempo   |
| ---- | ------------------- | ------------------------- | -------- |
| 1    | Joseph Huysmans     | Dr. Mann-Grundig          | 5h31'00" |
| 2    | Eric De Vlaeminck   | Flandria-De Clerck-Krüger | a 10"    |
| 3    | Eric Leman          | Flandria-De Clerck-Krüger | m.t.     |
| 4    | Walter Godefroot    | Flandria-De Clerck-Krüger | m.t.     |
| 5    | Eddy Merckx         | Faema                     | m.t.     |
| 6    | Roger De Vlaeminck  | Flandria-De Clerck-Krüger | m.t.     |
| 7    | Roger Rosiers       | Dr. Mann-Grundig          | m.t.     |
| 8    | Herman Van Springel | Dr. Mann-Grundig          | m.t.     |
| 9    | Georges Pintens     | Dr. Mann-Grundig          | m.t.     |
| 10   | Victor Van Schil    | Faema                     | m.t.     |